# Gigantopithèque
Gigantopithecus
Genre
Gigantopithecus (du grec γίγας gigas « géant », et πίθηκος pithekos « singe »), parfois francisé en Gigantopithèque, est un genre éteint de singes appartenant à la sous-famille des ponginés. Il est attesté en Asie du Sud-Est à partir d'un peu plus de deux millions d'années et jusqu'à environ deux cent cinquante mille ans, avant le présent. On a trouvé des fossiles en Chine, au Viêt Nam, et plus récemment en Indonésie. Bien que les seuls fossiles connus de Gigantopithèque soient de nombreuses dents isolées et quelques mandibules, ils suggèrent que cette espèce est le plus grand singe qui ait jamais existé, avec une taille comprise entre deux et trois mètres, et une masse de l'ordre de 250 kg.

## Historique
Karl A. Haberer, naturaliste allemand qui vit en Chine entre 1899 et 1901, acquiert une quantité considérable de « dents de dragon » auprès des pharmaciens locaux. Le paléontologue allemand Gustav von Koenigswald utilise la même méthode pour découvrir dans des pharmacies chinoises de Hong Kong trois dents géantes de singe hominidé, presque deux fois plus grandes que celles d'un Gorille. Les apothicaires chinois ont en effet longtemps utilisé des ossements et dents fossiles réduits en poudre, auxquels on attribuait des vertus curatives sous le nom d'« os et dents de dragon », dans le cadre de la pharmacopée chinoise traditionnelle,.
Von Koenigswald définit pour ces dents l'espèce Gigantopithecus blacki dès 1935, en hommage au médecin anatomiste canadien Davidson Black, décédé en 1934 au cours de ses recherches sur l'Homme de Pékin. En 1955, on découvre la première mandibule relativement complète. En 1958, trois mandibules et plus de 1 300 dents isolées ont déjà été collectées. En 2014, des dents et une mandibule fossiles de Gigantopithecus blacki sont trouvées pour la première fois en Indonésie,. En 2024, la revue Nature publie une étude qui indique que son extinction a pu être causée par le recul de la forêt dense qui lui fournissait une nourriture abondante il y a plus de 700 000 ans et il est également possible que la concurrence pour les graines et les fruits avec Homo erectus a pu jouer un rôle.

## Espèce
Le genre Gigantopithecus ne comprend qu'une seule espèce connue :
- † Gigantopithecus blacki, Koenigswald, 1935 : Sud de la Chine, Viêt Nam, Thaïlande, et Indonésie. Présence durant le Pléistocène, jusqu'à environ 250 000 ans avant le présent.

## Description

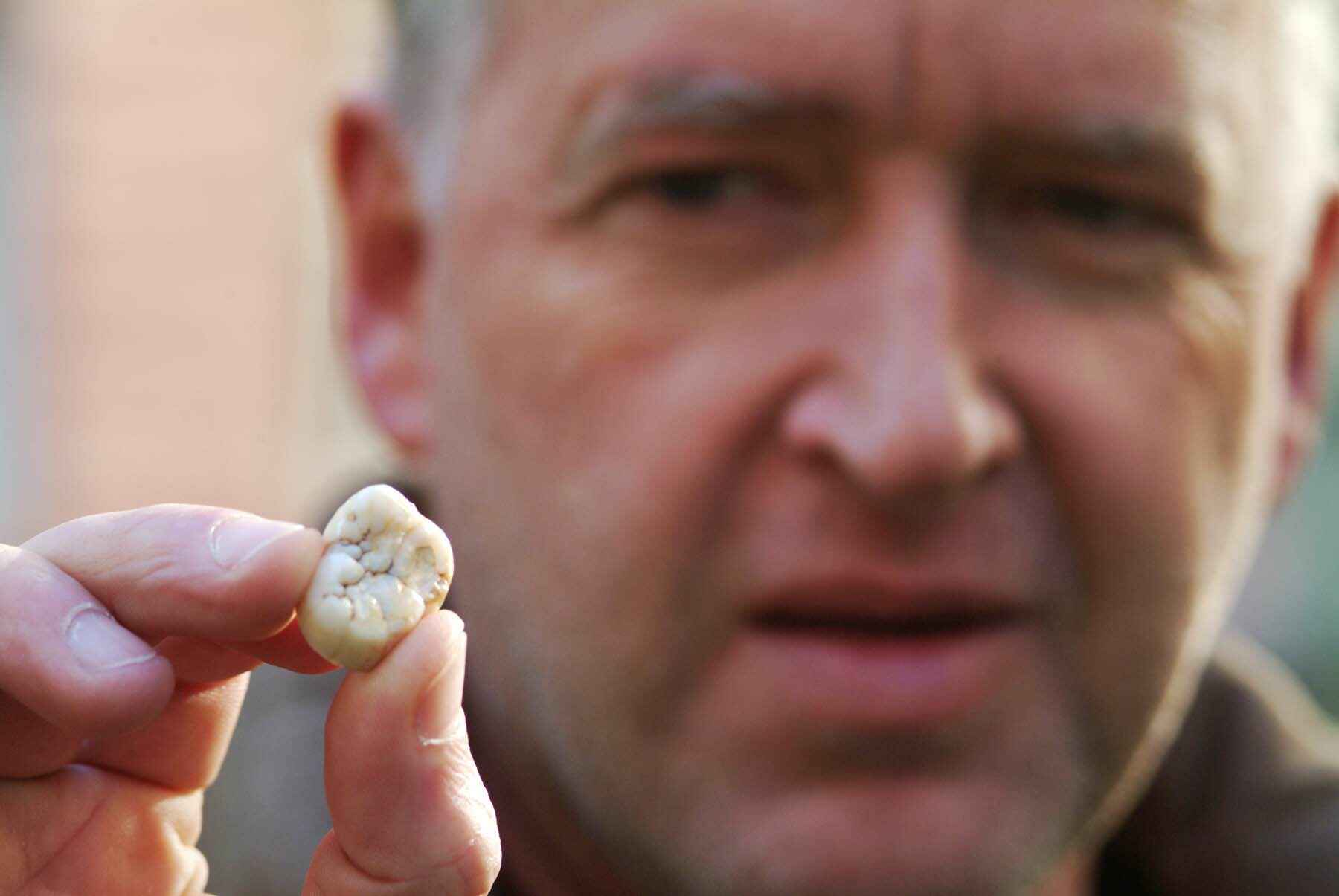
Le professeur Friedemann Schrenk montrant un fragment de molaire de Gigantopithecus blacki. Ce fragment correspond à environ un quart de la dent complète.

Les chercheurs lui ont d'abord attribué une taille allant jusqu'à 3 m et un poids allant jusqu'à 540–600 kg. Selon des auteurs plus récents, le Gigantopithèque aurait toutefois été un peu moins grand, atteignant une hauteur de 1,8 à 2 m pour un poids de 180 à 300 kg,,.
Il est difficile de se prononcer de façon précise sur sa taille et son poids, car les seuls fossiles trouvés à ce jour sont des mandibules et des dents. On voit néanmoins que ces éléments dépassent nettement en taille ce que l'on trouve chez le Gorille actuel.

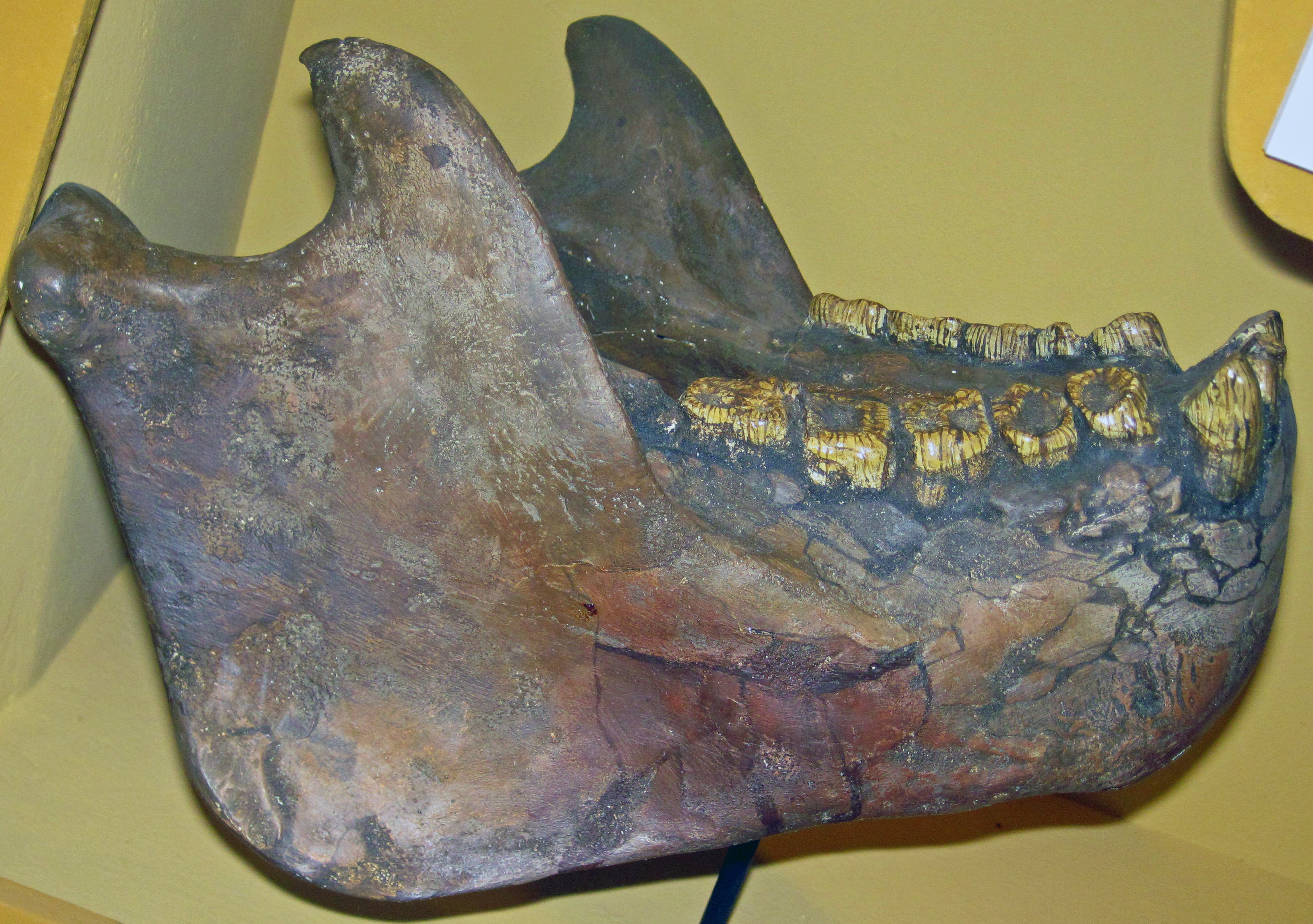
Mandibule reconstruite de gigantopithèque,
Est de l'Asie.
.

## Régime alimentaire
Les dents de grande taille et les puissantes mâchoires étaient généralement faites pour broyer une nourriture végétale coriace. On rapproche le régime de ces singes de celui des gorilles, constitué presque intégralement de végétaux.
Le rapport isotopique 13C/12C de l'émail dentaire de Gigantopithecus blacki a été comparé à celui d'espèces apparentées d'Asie du Sud-Est, actuelles ou éteintes : différent de celui des taxons omnivores et carnivores et très semblable à celui des orang-outans (mais différent de celui du Panda géant), ce rapport est typique d'un habitat forestier et d'un régime végétarien généraliste.

Comparaison de la taille de Giganthopithecus et dHomo sapiens.

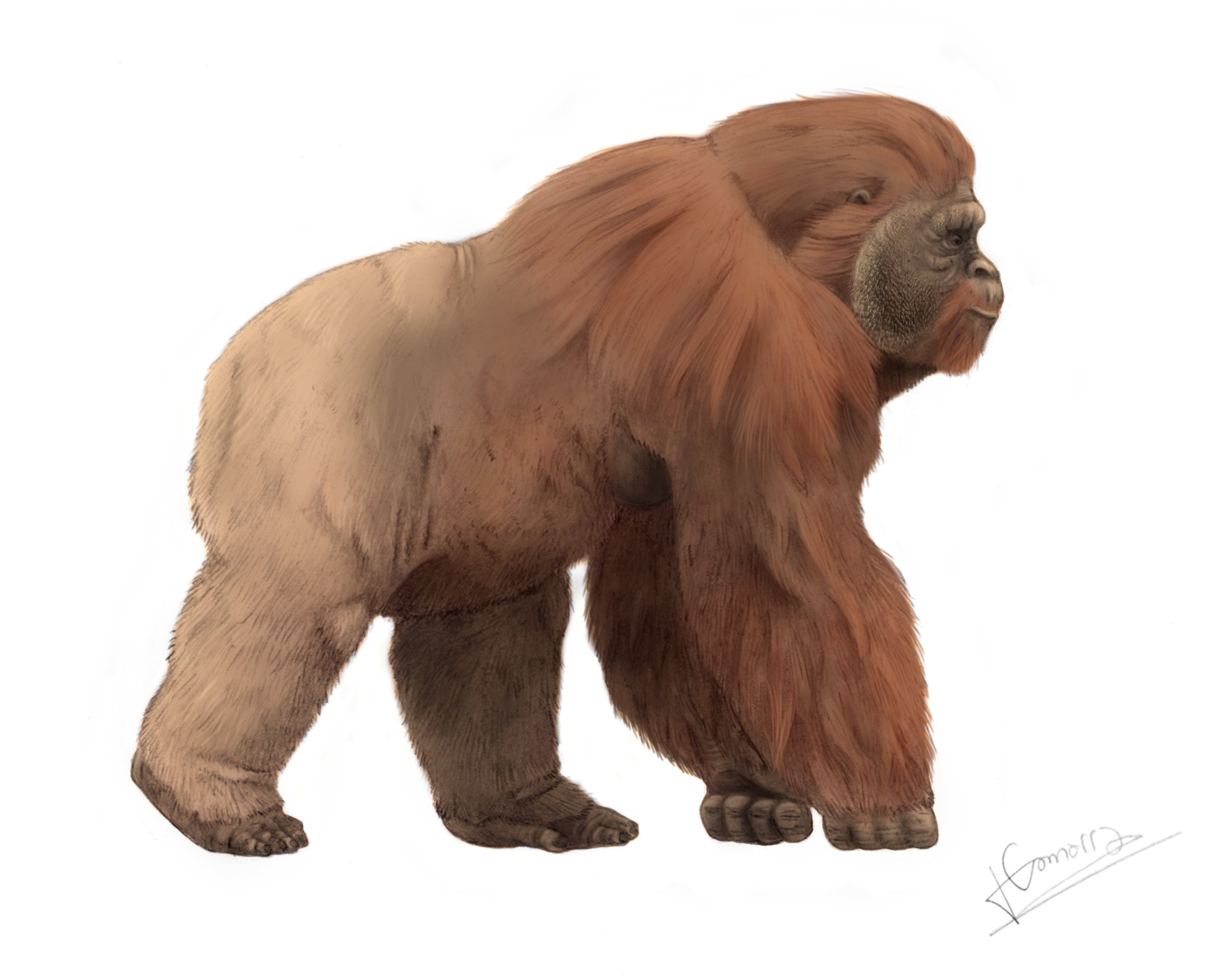
Restitution paléoartistique de Gigantopithecus blacki.

## Classification
Phylogénie des genres de ponginés, d'après James Birx et al. (2010) et David Begun (2015) :
|  | Sivapithecus †                                                       |
|  |                                                                      |
|  | \| \| Indopithecus † \| \| \| \| \| \| Gigantopithecus † \| \| \| \| |
|  |                                                                      |
|  | Indopithecus †                                                       |
|  |                                                                      |
|  | Gigantopithecus †                                                    |
|  |                                                                      |

|  | Indopithecus †    |
|  |                   |
|  | Gigantopithecus † |
|  |                   |

|  | Sivapithecus †                                                       |
|  |                                                                      |
|  | \| \| Indopithecus † \| \| \| \| \| \| Gigantopithecus † \| \| \| \| |
|  |                                                                      |
|  | Indopithecus †                                                       |
|  |                                                                      |
|  | Gigantopithecus †                                                    |
|  |                                                                      |

|  | Indopithecus †    |
|  |                   |
|  | Gigantopithecus † |
|  |                   |

|  | Khoratpithecus †         |
|  |                          |
|  | Pongo (les orang-outans) |
|  |                          |

|  | Sivapithecus †                                                       |
|  |                                                                      |
|  | \| \| Indopithecus † \| \| \| \| \| \| Gigantopithecus † \| \| \| \| |
|  |                                                                      |
|  | Indopithecus †                                                       |
|  |                                                                      |
|  | Gigantopithecus †                                                    |
|  |                                                                      |

|  | Indopithecus †    |
|  |                   |
|  | Gigantopithecus † |
|  |                   |

|  | Sivapithecus †                                                       |
|  |                                                                      |
|  | \| \| Indopithecus † \| \| \| \| \| \| Gigantopithecus † \| \| \| \| |
|  |                                                                      |
|  | Indopithecus †                                                       |
|  |                                                                      |
|  | Gigantopithecus †                                                    |
|  |                                                                      |

|  | Indopithecus †    |
|  |                   |
|  | Gigantopithecus † |
|  |                   |

|  | Khoratpithecus †         |
|  |                          |
|  | Pongo (les orang-outans) |
|  |                          |

|  | Sivapithecus †                                                       |
|  |                                                                      |
|  | \| \| Indopithecus † \| \| \| \| \| \| Gigantopithecus † \| \| \| \| |
|  |                                                                      |
|  | Indopithecus †                                                       |
|  |                                                                      |
|  | Gigantopithecus †                                                    |
|  |                                                                      |

|  | Indopithecus †    |
|  |                   |
|  | Gigantopithecus † |
|  |                   |

|  | Sivapithecus †                                                       |
|  |                                                                      |
|  | \| \| Indopithecus † \| \| \| \| \| \| Gigantopithecus † \| \| \| \| |
|  |                                                                      |
|  | Indopithecus †                                                       |
|  |                                                                      |
|  | Gigantopithecus †                                                    |
|  |                                                                      |

|  | Indopithecus †    |
|  |                   |
|  | Gigantopithecus † |
|  |                   |

|  | Khoratpithecus †         |
|  |                          |
|  | Pongo (les orang-outans) |
|  |                          |

|  | Sivapithecus †                                                       |
|  |                                                                      |
|  | \| \| Indopithecus † \| \| \| \| \| \| Gigantopithecus † \| \| \| \| |
|  |                                                                      |
|  | Indopithecus †                                                       |
|  |                                                                      |
|  | Gigantopithecus †                                                    |
|  |                                                                      |

|  | Indopithecus †    |
|  |                   |
|  | Gigantopithecus † |
|  |                   |

|  | Sivapithecus †                                                       |
|  |                                                                      |
|  | \| \| Indopithecus † \| \| \| \| \| \| Gigantopithecus † \| \| \| \| |
|  |                                                                      |
|  | Indopithecus †                                                       |
|  |                                                                      |
|  | Gigantopithecus †                                                    |
|  |                                                                      |

|  | Indopithecus †    |
|  |                   |
|  | Gigantopithecus † |
|  |                   |

|  | Khoratpithecus †         |
|  |                          |
|  | Pongo (les orang-outans) |
|  |                          |

Le plus proche parent fossile du Gigantopithèque serait l'Indopithèque, qui vivait dans le Nord de l'Inde et du Pakistan au cours du Miocène supérieur.
En 2019, une étude paléoprotéomique de l'émail d'une molaire de Gigantopithecus blacki, datant de 1,9 Ma, a montré que le dernier ancêtre commun de cette espèce et des orang-outans remonterait à environ 10 à 12 Ma, ce qui confirmerait l'appartenance du Gigantopithèque à la sous-famille des Ponginae.

## Extinction
Gigantopithecus blacki semble la seule espèce de grand singe à s'être éteinte depuis le Pléistocène moyen.
La très grande taille de Gigantopithecus blacki et son régime particulier (en Thaïlande, il n'occupait que les zones forestières alors qu'il y avait une majorité de paysages de savane ouverte) ont été considérés comme les causes de sa disparition lors des épisodes glaciaires qui ont drastiquement réduit le couvert forestier,.
Toutefois, une étude publiée dans Nature en janvier 2024 conclut que cette extinction, survenue entre 295 000 et 215 000 ans, si elle est bien due à un changement climatique, n'a pas tant été causée par la détérioration du couvert arboricole que par la variation des éléments de cet écosystème, :

## Cryptozoologie et mythologie
Les cryptozoologues, qui croient à l'existence du Yéti (ou « abominable homme des neiges ») et du Bigfoot, émettent la théorie selon laquelle ces créatures seraient des spécimens de Gigantopithèques contemporains de l'être humain, qui auraient été observés par les populations himalayennes historiques. Les scientifiques supposent que l'observation de fossiles de Gigantopithèque (aujourd'hui perdus, et plus complets que les quelques dents et mandibules dont nous disposons), par ces populations dépourvues de connaissances scientifiques, a aussi pu donner naissance au mythe.

## Dans la culture

### Au cinéma
- Dans le film Le Livre de la jungle de 2016, remake en prises de vues réelles du film d'animation du même nom de Walt Disney Pictures sorti 1967, le personnage du roi Louie est dépeint comme un gigantopithèque au lieu d'un orang-outan comme dans le dessin-animé.

#### Bases de données et dictionnaires
- Ressources relatives au vivant :   - Paleobiology Database
  - Global Biodiversity Information Facility
  - iNaturalist
  - Interim Register of Marine and Nonmarine Genera
- Notices dans des dictionnaires ou encyclopédies généralistes :   - Britannica
  - Store norske leksikon
- Notices d'autorité :   - GND